# Harriet Andreassen
Harriet Andreassen, född 6 maj 1925 i Rørvik i Vikna kommun, död 10 februari 1997 i Rælingen, var en norsk fackföreningsledare och politiker för Arbeiderpartiet.
Andreassen var sekreterare i Norsk Arbeidsmandsforbund 1967-1977 och LO-sekreterare 1977 till 1985. Från 1980 till 1981 var hon kommunalminister. Från 1993 ledde hon Statens Eldreråd.